# Slightly Mad Studios
A Slightly Mad Studios brit videójáték-fejlesztő cég, a Codemasters leányvállalata, melynek székhelye Londonban található. Az alkalmazottak többsége a Blimey! Gamesnél dolgozott, ahol a GTR2-t és a GT Legendset készítették a SimBin Studioszal együttműködve. 2009. január 12-én a vállalat felvásárolta a Blimey! Gamest. A Slightly Mad Studios kizárólag versenyjátékokat és szimulátorokat fejleszt.
2019 novemberében a Codemasters körülbelül 30 millió amerikai dollárért felvásárolta a céget. 2021 februárjában az Electronic Arts körülbelül 1,2 milliárd amerikai dollárért felvásárolta a Codemasterst és ezzel együtt a Slightly Mad Studiost is.

## Játékok
| Év   | Cím                                | Kiadó                      |
| ---- | ---------------------------------- | -------------------------- |
| 2009 | Need for Speed: Shift              | Electronic Arts            |
| 2011 | Shift 2: Unleashed                 | Electronic Arts            |
| 2012 | Test Drive: Ferrari Racing Legends | Rombax Games               |
| 2015 | Project CARS                       | Bandai Namco Entertainment |
| 2016 | Red Bull Air Race: The Game        | Wing Racers Sports Games   |
| 2017 | Project CARS 2                     | Bandai Namco Entertainment |
| 2020 | Fast & Furious Crossroads          | Bandai Namco Entertainment |
| 2020 | Project CARS 3                     | Bandai Namco Entertainment |
| 2021 | Project CARS GO                    | Gamevil                    |
| TBA  | World of Speed                     | Mad Dog Games              |